# 안치용 (언론인)
안치용(安致龍, 1967년 ~ )은 대한민국의 저널리스트이다. 2003년 미국으로 이민을 간 재미교포이다.

## 생애
1967년 울산에서 태어나 부산대학교 사회학과를 졸업했다. 미사일 부대인 방포사에 입대하여 현역으로 군복무를 마쳤다. 대학 4학년 때인 1991년 경상일보에서 기자 생활을 시작하였다. 1992년부터 미국 뉴욕의 미주 조선일보, TKC 방송국에서 근무했다. 대한민국의 귀국한 뒤, 1995년부터 YTN에서 기자로 일했다. 2003년 미국으로 이민을 갔고, TKC 방송국에서 6년간 근무하였다. 이후 2009년 5월부터 '1인 미디어'로서 활동하고 같은 해 8월 블로그 '시크릿 오브 코리아'를 개설했다. 자신의 블로그를 통해 대한민국의 재벌이나 연예인에 대한 비리와 스캔들 등을 폭로하면서 인지도를 얻었다. 이후 《시크릿 오브 코리아》(2012년)를 출판했다.

## 수상 내역
- 2020년 이용마언론상 수상자 선정

## 저서
- 《시크릿 오브 코리아》. 타커스. 2012년. ISBN 9788996857815